# 13127 Jeroenbrouwers
A 13127 Jeroenbrouwers (ideiglenes jelöléssel (13127) 1994 PN25) a Naprendszer kisbolygóövében található aszteroida. Eric Walter Elst fedezte fel 1994. augusztus 12-én.